# 后套木嘎遗址
后套木嘎遗址，位于中国吉林省大安市新荒乡永和屯，为一个文物保护单位，类型为古遗址，1999年2月26日公布为吉林省文物保护单位。该文物保护单位由大安博物馆管理。2019年10月7日，国务院公布其为第八批全国重点文物保护单位。
后套木嘎遗址的历史年代为新石器时代。